# 3-碘丙烯酸
3-碘丙烯酸是一种有机碘化合物，化学式为C3H3IO2，存在Z型和E型两种异构体。

## 合成与反应
(Z)-3-碘丙烯酸可由丙炔酸和氢碘酸水溶液在50 °C反应制得；在少量氢碘酸存在下，它在苯中于80 °C加热，可以转化为(E)-3-碘丙酸。
(E)-3-碘丙酸和乙烯基三丁基锡在催化下反应，可以得到反式-2,4-戊二烯酸。